# Sangkum
Sangkum Reastr Niyum (tiếng Khmer: សង្គម រាស្រ្ត និយម; nghĩa là Cộng đồng xã hội chủ nghĩa bình dân) thường được gọi đơn giản là Sangkum, là tổ chức chính trị do Hoàng thân Norodom Sihanouk của Vương quốc Campuchia thành lập vào năm 1955. Dù tự mô tả là một "phong trào" chứ không phải là một đảng chính trị (các thành viên phải từ bỏ tư cách hội viên của bất kỳ nhóm chính trị nào), Sangkum vẫn giữ quyền kiểm soát chính phủ Campuchia trong suốt chính quyền đầu tiên của Sihanouk thời kỳ 1955–1970.

## Lịch sử

### Thành lập
Sangkum ra đời sau khi Sihanouk thoái vị nhường ngôi lại cho cha là Norodom Suramarit vào năm 1955 với ý định tập trung vào mặt chính trị quốc nội. Phong trào này dựa trên bốn đảng phái nhỏ thuộc phe cánh hữu theo chủ nghĩa quân chủ, bao gồm Đảng Chiến thắng Đông Bắc của Dap Chhuon và Phục hưng Khmer của Lon Nol. Sihanouk mở rộng cơ sở chính trị này vào Sangkum nhằm tranh cử trong cuộc bầu cử Quốc hội năm 1955, cuộc bầu cử đầu tiên sau khi giành độc lập bất chấp hình ảnh phi chính trị của nó, trên thực tế Sangkum hoạt động theo kiểu một đảng ủng hộ Sihanouk. Nó đã giành chiến thắng áp đảo trong cuộc bầu cử sau đó bị cáo buộc gian lận bầu cử quy mô lớn, đe dọa trực tiếp đối với cả hai đảng đối lập là Đảng Dân chủ và Đảng Krom Pracheachon hơi hướng xã hội chủ nghĩa.

### Chính sách và đặc điểm
Mặc dù theo định hướng "xã hội chủ nghĩa", Sangkum còn kết hợp các yếu tố của chủ nghĩa xã hội, bảo thủ, chủ nghĩa dân tộc, Phật giáo nguyên thủy và hình thức chủ nghĩa dân túy của chủ nghĩa phát xít. Nó tuyên bố rằng các nhà quản lý sẽ là những người ủng hộ xã hội chủ nghĩa vì "hạnh phúc" của dân chúng và những người ủng hộ chế độ quân chủ vì "uy tín và sự gắn kết dân tộc".
Trong quyền lực, Sangkum hoạt động theo nguyên tắc của chủ nghĩa xã hội Phật giáo, một cấu trúc khá mơ hồ trong khi tuyên bố là để tìm kiếm mục tiêu tiến bộ và chấm dứt những bất công xã hội, dựa trên các truyền thống tôn giáo và xã hội bảo thủ ở Campuchia. Thay vì đi theo hướng sở hữu tư nhân, chủ nghĩa xã hội Phật giáo khuyến khích những người giàu có chia ngọt sẻ bùi cho người nghèo để xứng đáng với đức hạnh. Những nhân vật của công chúng cũng được chỉ dẫn là phải hoàn toàn chịu trách nhiệm trước dân chúng, minh bạch trong các giao dịch của họ, và được khuyến khích thay đổi thường xuyên để thực hiện công việc bình thường liên quan đến nông nghiệp (Sihanouk thường tự chụp ảnh thực hiện lao động như vậy trong chuyến thăm của ông đối với các dự án phát triển).
Trong thực tế, việc quản lý kinh tế phát triển theo kiểu "xã hội chủ nghĩa mật thiết" tương tự chủ nghĩa tư bản bè phái: doanh nghiệp nhà nước được thành lập và sau đó được quản lý bởi các thành viên của giới chức cấp cao Sangkum, thường vì lợi ích cá nhân của họ. Những tổ chức nhà nước được thành lập dưới thời Sangkum bao gồm OROC, Văn phòng hợp tác Hoàng gia chuyên quản lý về mặt thương mại và xuất nhập khẩu.
Vào năm 1957, Sihanouk cho thành lập một đoàn thanh niên Sangkum, thường gọi là JSRK (Jeunesse Socialiste Royale Khmere).

### Đối nội thời kỳ Sangkum
Phương pháp của Sihanouk là luân phiên chỉ trích đối thủ trong các diễn đàn công cộng khác nhau và sau đó giao cho họ những chức vụ trong Sangkum theo nhu cầu mà họ đóng góp tích cực cho xã hội Campuchia, có tác dụng tay đôi trong việc đàn áp bất đồng chính kiến và hợp nhất nhiều phe đối lập vào chế độ của ông. Sihanouk đã cố gắng xây dựng một hình ảnh Campuchia như một "Camelot ở Đông Nam Á", một ốc đảo của hòa bình và trật tự xã hội trong bối cảnh cuộc xung đột ảnh hưởng đến phần còn lại của khu vực. Trên bình diện quốc tế, một chính sách trung lập chính thức đã được Quốc hội thông qua dưới sự chủ trì của Sihanouk nhằm đảm bảo an ninh trật tự và ổn định ở Campuchia.
Trong suốt thời kỳ cai trị của Sihanouk, Sangkum đã kiểm soát các đảng phái nhằm thu hút nhiều thành phần hữu khuynh và ôn hòa của nền chính trị Campuchia, cũng như những thành phần thân Sihanouk của những người cộng sản cánh tả và ôn hòa; chỉ có các thành phần bí mật theo đường lối cứng rắn hơn của Đảng Cộng sản Campuchia là tránh cộng tác với chế độ của Sihanouk. Một số nhân vật cộng sản nổi tiếng, chẳng hạn như Hu Nim và Khieu Samphan, chấp nhận các chức vụ của Sangkum trong một nỗ lực làm việc với hệ thống. Vào đầu thập niên 1960, Samphan – sau này trở thành nguyên thủ quốc gia dưới chế độ Khmer Đỏ – gọi theo Sihanouk là để thực hiện một loạt các cuộc cải cách kinh tế trên cơ sở kế hoạch hóa tập trung được nêu trong luận án tiến sĩ của Samphan.
Trong khi Đảng Dân chủ, đại diện của những nhà chính trị phe cộng hòa phái cấp tiến và ôn hòa trong chính trường Campuchia, đã thực sự hợp nhất vào Sangkum vào năm 1957, nhiều người cộng hòa phái ôn hòa chỉ đơn giản là né tránh chính trị hoàn toàn cho đến khi giai đoạn ngay sau cuộc đảo chính năm 1970.
Thành phần đáng chú ý duy nhất vẫn còn bên ngoài Sangkum, khác hơn so với những người cộng sản theo đường lối cứng rắn, đó chính là những người chủ nghĩa dân tộc cánh hữu chống lại chế độ quân chủ dưới trướng Sơn Ngọc Thành, người sáng lập ra tổ chức Khmer Serei luôn duy trì cuộc kháng chiến vũ trang với sự tài trợ từ Thái Lan. Sihanouk đã gán cho đối thủ cánh hữu của ông cái tên gọi là "Khmer Bleu" để phân biệt với các đối thủ cánh tả của ông. Tuy nhiên, có vẻ như rằng trong thời gian cuối thập niên 1950 và đầu thập niên 1960 có rất ít vụ đàn áp bạo lực phe đối lập của Sangkum (mặc dù đảng cánh tả Pracheachon vừa bị cáo buộc là ủng hộ Việt Nam thường xuyên bị đe dọa chính trị) và toàn bộ đất nước đã trải qua một thời kỳ tương đối ổn định. Trừ một ngoại lệ nữa là Khmer Serei với cách giải quyết gay gắt: Preap In, một nhà hoạt động của Khmer Serei đã cố gắng đàm phán với Sihanouk vào năm 1963, sau đó bị bắt giam và tiếp theo là vụ tử hình ông đã được trình chiếu trong các rạp chiếu phim trên cả nước. Cách xử lý mầm mống gây bất ổn tương tự với một nhân vật bị cáo buộc là lãnh đạo nhóm Khmer Serei là Chau Bory (trước đây có liên quan đến vụ âm mưu Bangkok), Chau Mathura và Sau Ngoy vào năm 1967.

### Kết thúc thời kỳ Sangkum
Sihanouk từng là nguyên thủ quốc gia trong đời vào năm 1963. Tuy nhiên, từ giữa những năm 1960, sự rạn nứt đã bắt đầu xuất hiện trong chế độ. Cuộc bầu cử Quốc hội năm 1966 với chiến thắng áp đảo cho các ứng cử viên cánh hữu, Sihanouk phản ứng bằng cách tạo ra một đảng cánh tả "Đối lập-Chính phủ" bao gồm Hu Nim và Khieu Samphan, hoạt động nhằm mục đích kiểm tra và ngăn chặn sự phân tách chế độ hoàn toàn. 
Các vụ đàn áp bạo lực phe cánh tả ngày càng tăng do tướng Lon Nol và quân đội chỉ đạo trên danh nghĩa của Sihanouk, đã làm những người cộng sản còn lại phải xa lánh, đặc biệt là phe ủng hộ Sihanouk có phần ôn hòa hơn còn nợ một lòng trung thành mạnh mẽ đến phía Việt Nam và Việt Minh. Những lời chỉ trích công khai của Sihanouk về những người Khmer Việt Minh đã có các tác dụng gây thiệt hại quyền lực ngày càng tăng của các thành viên theo đường lối cứng rắn chống Việt Nam, thêm các thành viên chống chế độ quân chủ của Đảng Cộng sản Campuchia dưới sự lãnh đạo của Pol Pot. Sự leo thang của cuộc chiến tranh Đông Dương lần thứ hai cũng đã có một tác động gây mất ổn định tình hình chính trị và nền kinh tế Campuchia. Sangkum tự thấy bản thân mình bị nhốt trong một cuộc đấu tranh ngày càng gay gắt với những gì nó đại diện cho những thành phần ngoại bang của Việt Minh và Pathet Lào tại Campuchia; nói trên đài phát thanh Phnôm Pênh sau khi một nhóm cộng sản Việt Nam đã bị bắt, Sihanouk nói rằng: "Tôi đã nướng chúng trong lò [...] chúng tôi đã cho chúng ăn những con kên kên".
Các hành động tàn bạo do tổ chức Sangkum gây ra nhằm chống lại không chỉ phe cánh tả từ bên ngoài biên giới Campuchia, mà còn chống lại người Khmer tả khuynh, đặc biệt là sau khi xảy ra một cuộc nổi dậy do Đảng Cộng sản Campuchia hậu thuẫn ở vùng nông thôn tỉnh Battambang vào đầu năm 1967, báo trước về cách tiến hành đối xử tàn bạo tương tự trong cuộc nội chiến Campuchia về sau. Báo cáo nói rằng những người cộng sản bị bắt được thường giết chết ngay tức khắc trong một số trường hợp còn bị mổ bụng hoặc ném từ trên vách đá xuống. Ba đại diện công khai còn lại của những người cộng sản là Khieu Samphan, Hou Yuon và Hu Nim đã chạy trốn lên các bưng biền tận rừng sâu vào năm 1967–1968, mặc dù vào thời điểm đó có tin đồn rằng họ đã bị cảnh sát của Sangkum giết chết (sau khi họ tái xuất hiện vào năm 1970, họ được giới thiệu trên báo chí như là "Ba Bóng Ma").

### Phế truất Sihanouk
Trong bối cảnh bất ổn chính trị ngày càng tăng, Sihanouk cùng nội các của ông cuối cùng đã bị tướng Lon Nol và phe cánh hữu dưới quyền In Tam và Hoàng thân Sisowath Sirik Matak tiến hành đảo chính lật đổ vào năm 1970. Sau cuộc đảo chính, nhóm du kích Khmer Rumdo ("Khmer Giải phóng") do Việt Nam Dân chủ Cộng hòa giúp trang bị và huấn luyện, tiếp tục cuộc kháng chiến vũ trang trên thay mặt cho Sihanouk chống lại các cựu đồng nghiệp của ông. Chiến thuật của Sihanouk chính là nguyên nhân phổ biến gây ra các cuộc nổi dậy của lực lượng cộng sản Khmer để thu hút một số lượng lớn các tân binh về phía họ. Sangkum chính thức giải thể vào ngày 18 tháng 2 năm 1971.
Những thành phần trong phong trào Sangkum của Sihanouk về sau sẽ tạo thành đảng bảo hoàng FUNCINPEC và tổ chức quân sự riêng biệt là Quân đội Quốc gia Sihanouk (ANS) chỉ kiểm soát phần lớn các vùng nông thôn Campuchia trong thập niên 1980.

## Đánh giá
Ý kiến đánh giá về phong trào Sangkum vẫn còn bị chia rẽ trong giới học giả, nhà nghiên cứu cũng như chính bản thân vai trò của Sihanouk. Nhiều nhà bình luận, đặc biệt là những người cánh tả hoặc những cá nhân đối lập với Sihanouk, đã mô tả Sangkum về cơ bản là một phong trào bảo thủ luôn tìm cách duy trì quyền lực và ảnh hưởng tại Campuchia trong tình trạng hiện thông qua chủ nghĩa độc đoán. Tuy nhiên, số khác lưu ý rằng nó làm gia tăng sự tham gia ngày càng lớn của tầng lớp bình dân Campuchia trong nền dân chủ, và mô tả nó như một phong trào thực dụng mà thực sự đã tìm cách để mang lại sự phát triển cộng đồng đến Campuchia thông qua "sự chỉ đạo về mặt chuyên môn và lời thuyết phục hòa nhã".
Thế hệ người Campuchia xưa kia đều có tấm lòng hoài cổ ở một mức độ nhất định đối với thời đại Sangkum, đặc biệt là sự ổn định chính trị tương đối trong thập niên 1955–1965 so với các giai đoạn sau này. Sau sự hòa giải chính trị năm 1991 và Sihanouk được trở lại ngôi vua dẫn đến việc tái lập Vương quốc Campuchia vào năm 1993. Một số đảng phái chính trị Campuchia đã sử dụng từ "Sangkum" trong tên của họ để liên kết mình với giai đoạn này.